# Bahnstrecke Lathen–Werlte
| Streckennummer (DB): | 9200                      |                               |                               |
| Kursbuchstrecke (DB): | 223f (1963)               |                               |                               |
| Kursbuchstrecke: | 223d (1946)               |                               |                               |
| Streckenlänge: | 28,9 km                   |                               |                               |
| Spurweite: | 1435 mm, bis 1957: 750 mm |                               |                               |
| Streckenklasse: | D4                        |                               |                               |
| Maximale Neigung: | 28 ‰                      |                               |                               |
| Minimaler Radius: | 190 m                     |                               |                               |
| Streckengeschwindigkeit: | 40 km/h                   |                               |                               |
| |                           |                               |                               |
| \| \| \| von Emden \| \| \| \| 0,0 \| Lathen \| Lathen \| \| \| \| nach Rheine \| \| \| \| \| Seitenkanal Gleesen-Papenburg \| \| \| \| \| Transrapid-Versuchsanlage \| \| \| \| \| Transrapid-Versuchsanlage \| \| \| \| 3,7 \| Rupennest \| Rupennest \| \| \| 14,3 \| Sögel Pbf \| Sögel Pbf \| \| \| 15,4 \| Sögel Gbf \| Sögel Gbf \| \| \| \| Nordradde \| \| \| \| 16,8 \| Waldhöfe \| Waldhöfe \| \| \| 18,7 \| Ostenwalde \| Ostenwalde \| \| \| 19,6 \| Ostenwalde \| Ostenwalde \| \| \| 23,5 \| Werlte Gbf \| Werlte Gbf \| \| \| 24,7 \| Werlte West \| Werlte West \| \| \| 25,2 \| Werlte \| Werlte \| \| \| \| \| \| \| Quellen: [1] \| \| \| \| |                           |                               |                               |
| Strecke |                           | von Emden                     | von Emden                     |
| Bahnhof | 0,0                       | Lathen                        | Lathen                        |
| Abzweig geradeaus und nach rechts |                           | nach Rheine                   | nach Rheine                   |
| Brücke über Wasserlauf |                           | Seitenkanal Gleesen-Papenburg | Seitenkanal Gleesen-Papenburg |
| Kreuzung geradeaus unten (Querstrecke außer Betrieb) |                           | Transrapid-Versuchsanlage     | Transrapid-Versuchsanlage     |
| Kreuzung geradeaus unten (Querstrecke außer Betrieb) |                           | Transrapid-Versuchsanlage     | Transrapid-Versuchsanlage     |
| ehemaliger Haltepunkt / Haltestelle | 3,7                       | Rupennest                     | Rupennest                     |
| Dienststation / Betriebs- oder Güterbahnhof | 14,3                      | Sögel Pbf                     | Sögel Pbf                     |
| Dienststation / Betriebs- oder Güterbahnhof | 15,4                      | Sögel Gbf                     | Sögel Gbf                     |
| Brücke über Wasserlauf |                           | Nordradde                     | Nordradde                     |
| ehemaliger Haltepunkt / Haltestelle | 16,8                      | Waldhöfe                      | Waldhöfe                      |
| Dienststation / Betriebs- oder Güterbahnhof | 18,7                      | Ostenwalde                    | Ostenwalde                    |
| ehemaliger Haltepunkt / Haltestelle | 19,6                      | Ostenwalde                    | Ostenwalde                    |
| Dienststation / Betriebs- oder Güterbahnhof | 23,5                      | Werlte Gbf                    | Werlte Gbf                    |
| Dienststation / Betriebs- oder Güterbahnhof | 24,7                      | Werlte West                   | Werlte West                   |
| Betriebs-/Güterbahnhof Streckenende | 25,2                      | Werlte                        | Werlte                        |
| |                           |                               |                               |
| Quellen: |                           |                               |                               |

Die Bahnstrecke Lathen–Werlte ist eine eingleisige, nicht elektrifizierte Nebenbahn im niedersächsischen Landkreis Emsland. Erbaut und betrieben wurde sie bis 1992 von der Hümmlinger Kreisbahn. Seit 1993 wird die Strecke vom Eisenbahninfrastrukturunternehmen Emsländische Eisenbahn (EEB) betrieben.

## Geschichte

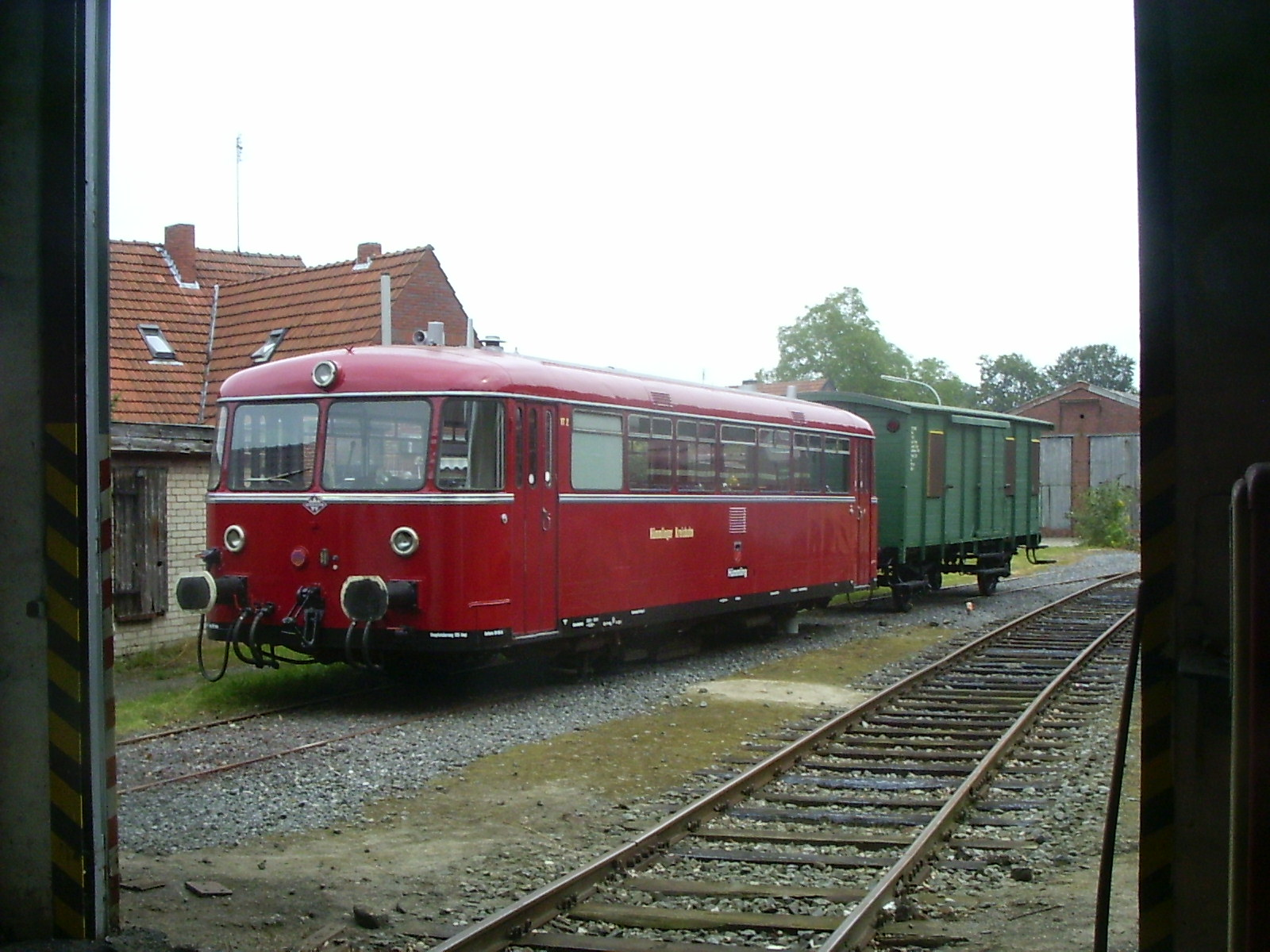
Uerdinger Schienenbus VT 2 mit Packwagen in Werlte

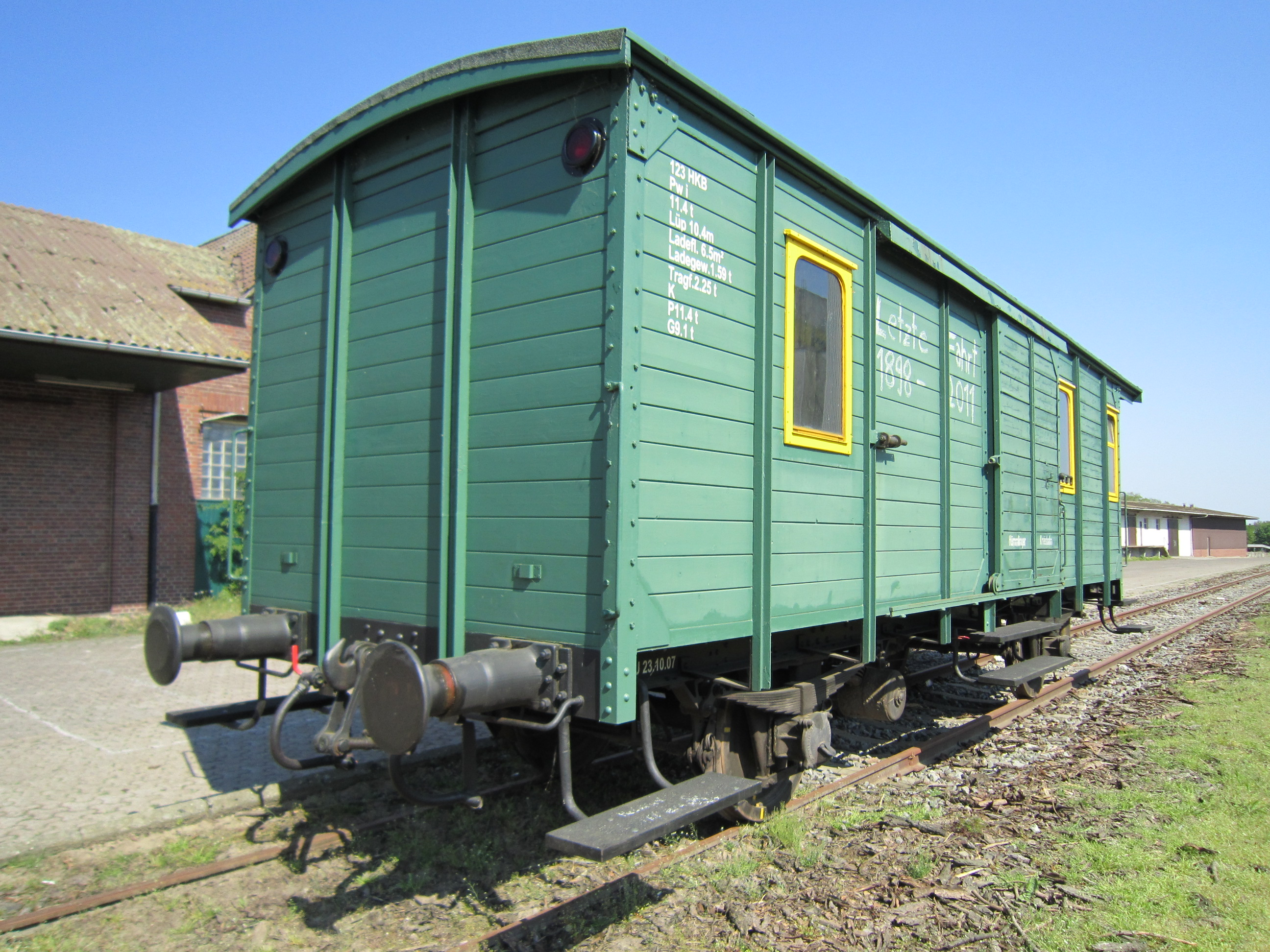
„1898-2011“: Wagen der Hümmlinger Kreisbahn im Bahnhof Sögel

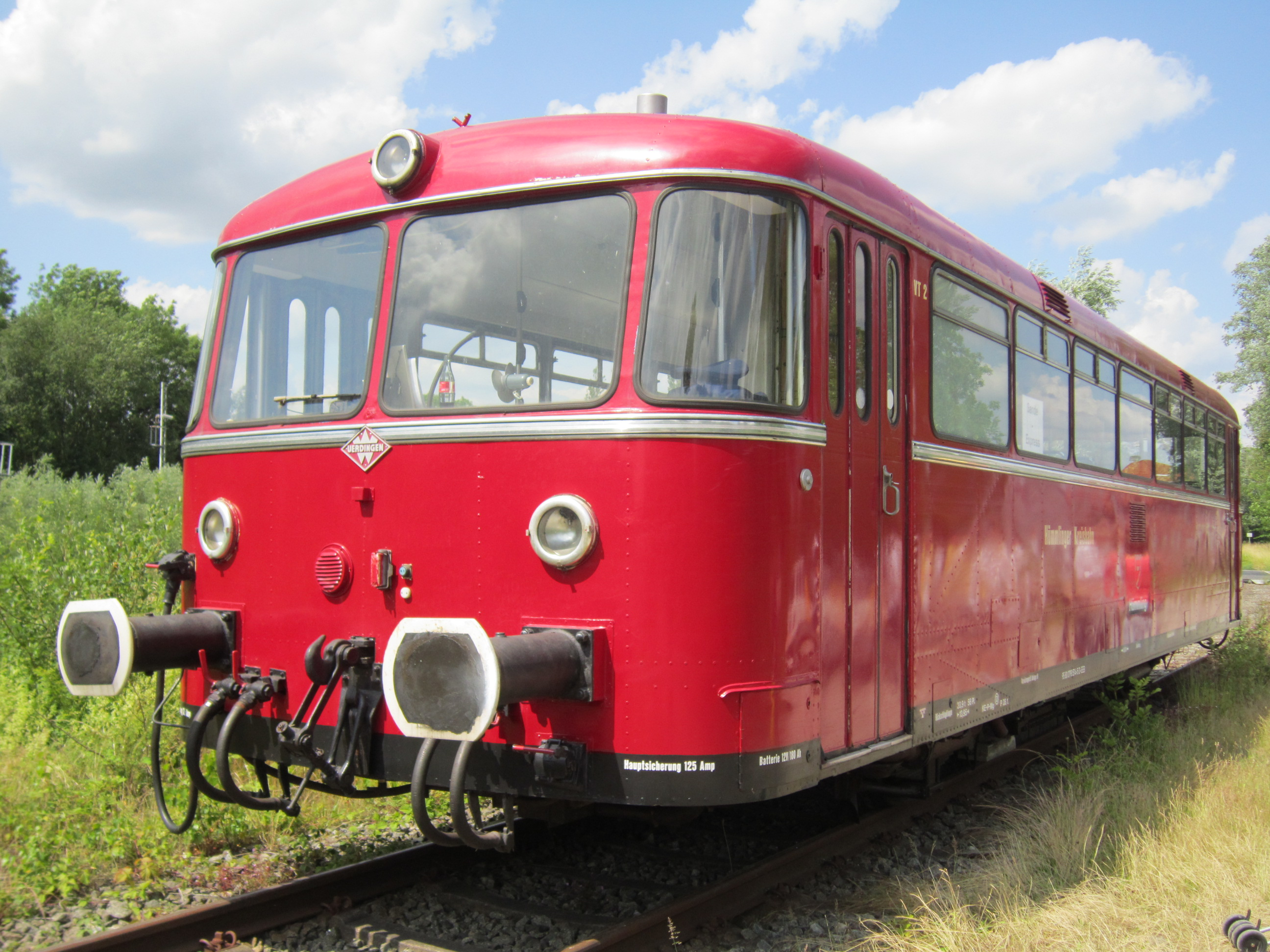
Schienenbus der Hümmlinger Kreisbahn in Sande (Friesland) als Shuttle zum Wochenende an der Jade

### Schmalspurbahn von 1898 bis 1955
Die Kleinbahnstrecke von Lathen nach Werlte wurde auf Betreiben des Landrates des Kreises Hümmling, August Peus, gebaut. Am 13. August 1898 nahm die Schmalspurbahn mit einer Spurweite von 750 mm für Personen- und Güterverkehr den Betrieb auf. Die bescheidenen Erwartungen an den Verkehr wurden übertroffen, so dass schon bald neue Betriebsmittel beschafft werden mussten. Geplant wurde auch eine Verlängerung der Strecke über Werlte hinaus bis zur oldenburgischen Grenze, von wo aus es eine Bahnstrecke nach Cloppenburg gab; verwirklicht wurde dies indes nie.
Ab 1934 wurde im Personenverkehr ein Dieseltriebwagen eingesetzt. 1935 wurde der Rollwagenverkehr eingeführt. Um die Achslast gering zu halten, wurden sechsachsige Rollwagen beschafft; auf vier Bahnhöfen wurden normalspurige Absetzgleise gebaut.
Nach dem Zweiten Weltkrieg wurde bei Ostenwalde das Ölfeld Ostenwalde erschlossen. Am Bahnhof Ostenwalde wurde eine Verladestation gebaut. Das normalspurige Ladegleis war auf beiden Seiten mit einer Rollwagengrube an das Schmalspurgleis angeschlossen.

### Neubau als Normalspurbahn
Das Erdölvorkommen war dann auch Anlass, die schon seit den 1920er Jahren geplante Umspurung auf Normalspur durchzuführen. Mit den Mitteln des Emslandprogramms wurde die Umspurung 1955 bis 1957 möglich. Dabei wurde die Strecke in einigen Abschnitten auf insgesamt zehn Kilometern neu trassiert. Das rund zwei Kilometer lange Anschlussgleis vom Lathener Bahnhof zum Hafen am Dortmund-Ems-Kanal fiel weg. In Werlte wurde eine Werkstatt angelegt.
Im Personenverkehr wurden jährlich etwa 70.000 Personen befördert, es verkehrten täglich fünf Zugpaare. Am 30. Mai 1970 wurde der Personenverkehr auf der Schiene eingestellt.
Der Güterverkehr erreichte 1959 mit fast 100.000 t, davon 40.000 t Öl, seinen Höchststand. 1970 waren es nur noch etwa 50.000 t.

### Nach 1990
Zum 1. Januar 1993 wurden die Hümmlinger Kreisbahn und die Meppen-Haselünner Eisenbahn unter dem Namen Emsländische Eisenbahn (EEB) zusammengelegt.
1995 endete der Ölverkehr. Auch der übrige Güterverkehr, hauptsächlich landwirtschaftliche Produkte wie Dünger, war nur noch gering; Güterzüge verkehrten nur noch unregelmäßig. Ab 2004 wurde der Güterverkehr durch die Abfuhr von Holz deutlich vergrößert. 2010 wurden auf der Strecke 16.000 t Güter befördert.

### Sanierung
Ende 2010 wurde aus Sicherheitsgründen die Personen- und Güterbeförderung auf der gesamten Strecke untersagt.
Am 16. Dezember 2013 hat der Kreistag des Landkreises Emsland beschlossen, dass die Bahnstrecke in zwei Schritten (zunächst bis Sögel) saniert und wieder in Betrieb genommen werden soll. In diesem Zusammenhang erfolgte eine provisorische Wiederherstellung der Strecke. Im Januar 2014 erreichte erstmals seit der Sperrung der Strecke im Jahre 2011 wieder ein Güterzug Werlte. Die eigentliche Sanierung des Abschnitts Lathen–Sögel begann im Herbst 2014. Am 17. Oktober 2015 wurde mit einem dampfgeführten Sonderzug die reparierte Strecke im Abschnitt Lathen–Sögel feierlich wiedereröffnet. Die Kosten für die Sanierung dieses Abschnitts betrugen rund 4,9 Millionen Euro.
Im Dezember 2016 begannen die Arbeiten zur Sanierung des Abschnittes Sögel–Werlte. Ebenfalls wurden im Bahnhof Lathen zwei Anschlussgleis saniert. Im Herbst 2017 wurden alle Bauarbeiten abgeschlossen, die um 4,6 Millionen Euro kosteten.
Um die Strecke für den Güterverkehr wieder attraktiv zu gestalten, sollten je ein Ladegleis in Sögel und in Werlte angelegt werden und damit die bisherigen Standorte im Ort aufgegeben zu können. Am 5. April 2019 wurde testweise ein Güterzug bestehend aus 23 Taschenwagen, welcher mit in der Türkei gefertigten Lkw-Aufliegergestellen beladen war, in Werlte mit einem Reach-Stacker entladen. Gefahren wurde der aus Triest kommende Zug, der die Fracht für das Fahrzeugwerk Bernard Krone zustellte, von der Eisenbahngesellschaft Ostfriesland-Oldenburg. Der Zug wurde auf freier Strecke am Bahnübergang der Kasernenstraße entladen.
Ab Ende 2020 wurden die beiden Ladegleise samt Ladestraße errichtet. Beide Ladegleise haben eine Nutzlänge von etwa 550 m und sind beidseitig mit Weichen an die Bahnstrecke angeschlossen. In Sögel befindet sich das Ladegleis südöstlich angrenzend an die Ortslage Sögel, nördlich der Landesstraße 53 und südlich der Bahnstrecke. Die Baukosten betrugen rund 2,6 Millionen Euro. Der erste Güterzug, beladen mit 1800 t Rundholz aus dem Sauerland, wurde in Sögel am 14. Februar 2022 entladen. Das Ladegleis in Werlte wurde südlich des Industriegebiets gebaut, direkt an der Sögeler Straße. Die Baukosten betrugen rund 3,1 Millionen Euro. Am 20. Juni 2022 wurde am neu errichteten Ladegleis in Werlte der erste Güterzug, beladen mit 3000 t Schüttgut für den Straßenbau, entladen.

### Ausblick
Für den Ausbau der Sögeler Straße im Ortsgebiet Werlte soll die Bahnstrecke im Ort abgebaut werden und künftig kurz vor der Einmündung in die Mecklenburger Straße enden. Mit Umsetzung dieser Maßnahme hat der Lokschuppen der Museumseisenbahn im Bahnhof Werlte keinen Streckenanschluss mehr.

## Streckenbeschreibung

### Verlauf
Die Strecke beginnt in Lathen an der Bahnstrecke Rheine–Norddeich Mole. Nach kurzer Fahrt wird die Magnetschwebebahnstrecke der Transrapid-Versuchsanlage Emsland zweimal unterquert.
Sodann verläuft sie durch das militärische Sperrgebiet der Wehrtechnischen Dienststelle 91; dort erprobt die Bundeswehr Geschütze und Geschosse. Der Schießplatz Meppen ist von Heide- und Waldflächen geprägt. Züge dürfen nur in Schießpausen verkehren.
Die einzige größere Ortschaft zwischen Lathen und Werlte ist Sögel. Ab Waldhöfe verläuft die Bahnstrecke parallel zur Kreisstraße 137 nach Werlte.

### Hochbauten
Die Räumlichkeiten des 1999 privatisierten und renovierten Bahnhofes Werlte haben ein Friseursalon, ein Kosmetikstudio und eine Steuerberatungsgesellschaft bezogen. In Werlte befindet sich auch die zentrale Werkstatt der EEB, wo die derzeit neun Lokomotiven, Triebwagen und Nebenfahrzeuge instand gehalten werden.

## Fahrzeuge
Der Verkehr wurde mit zwei zweiachsigen Dampflokomotiven der Aktiengesellschaft für Lokomotivbau Hohenzollern aufgenommen; dem wachsenden Verkehr waren sie aber nicht gewachsen. Zunächst wurde eine dritte Lokomotive beschafft, später wurden sie durch dreiachsige Lokomotiven von O & K ersetzt. 1934 wurde der erste Dieseltriebwagen beschafft. Für die Normalspurstrecke wurden drei Diesellokomotiven, drei Triebwagen und zwei Beiwagen fabrikneu oder neuwertig beschafft.

## Museumsverkehr
Neben dem Güterverkehr finden auf der Strecke gelegentlich auch Fahrten statt, die der Verein „Museumseisenbahn Hümmlinger Kreisbahn e. V.“ durchführt. Als Fahrzeuge kommen der Talbot VT 1 (Baujahr 1957) der EEB und der vereinseigene Uerdinger Triebwagen (ex DB 798 514-6, Baujahr 1955), bezeichnet als VT 2, zum Einsatz. Mit einem Packwagen (Pwi 123, Baujahr 1910, gebaut von van der Zypen & Charlier, früher Bentheimer Eisenbahn) können auch Fahrräder transportiert werden, um von Unterwegshalten aus Fahrradtouren in die nähere Umgebung zu machen, zum Beispiel zur Hüvener Mühle. Im Volksmund wird der Zug auch „Pingel-Anton“ genannt, nach dem auffälligen Läutewerk der Dampflokomotiven, die bis 1957 auf der Strecke verkehrten.
Die Museumszüge verkehrten in den letzten Jahren vor der Gesamtsperrung nur zwischen Lathen (Museumsbahnsteig an der Ostseite der DB-Gleise) und Ostenwalde, da die EEB den Abschnitt Ostenwalde–Werlte aus Sicherheitsgründen für den Personenverkehr gesperrt hatte. Nachdem die Personen- und Güterbeförderung auf der gesamten Strecke aus Sicherheitsgründen Ende 2010 untersagt worden war, fand am Ostermontag 2011 die vorerst letzte Fahrt mit dem Schienenbus auf dem Streckenabschnitt Ostenwalde–Rupennest statt.
Aus Anlass des Wochenendes an der Jade wurde der Schienenbus des Vereins erstmals 2011 auf der Strecke Sande–Wilhelmshaven (Pumpwerk), der Südstrecke der ehemaligen Vorortbahn Wilhelmshaven, als „Sande-Express“ eingesetzt.
Mit dem Abschluss der Bauarbeiten im Oktober 2017 kann der Verein wieder die Gesamtstrecke befahren.